# Непал на літніх Олімпійських іграх 2024
Непал брав участь у літніх Олімпійських іграх 2024 в Парижі, які тривали з 26 липня по 11 серпня 2024 року. Ця Олімпіада стала п'ятнадцятою літньою Олімпіадою для спортсменів країни після дебюту на літніх Олімпійських іграх 1964 року. Непал не здобув жодної медалі на літніх Олімпійських іграх 2024 року, та й загалом не здобував медалей за час участі в Олімпійських іграх.

## Спортсмени
Непал на Олімпійських іграх 2024 року представляли 7 спортсменів у 6 видах спорту, в тому числі 3 чоловіки і 4 жінки.

### Легка атлетика
Непал на літніх Олімпійських іграх 2024 року отримав одне місце на змаганнях з легкої атлетики за прямою універсальною квотою. У жіночому марафоні країну представляла Сантоші Шрестха, яка з часом 2:55:06 зайняла 79-те місце на змаганнях.

### Бадмінтон
У змаганнях з бадмінтону Непал представляв один спортсмен. Прінс Дахал отримав місце на змаганнях за універсальною квотою, що стало дебютом країни в олімпійських змаганнях із бадмінтону. На іграх непальський бадмінтоніст виступив у одиночному розряді серед чоловіків. У груповому турнірі Дахал поступився данцю Віктору Аксельсену, Нхату Нгуєну з Ірландії, та ізраїльському спортсмену Міші Зільберману, та вибув із подальших змагань.

### Дзюдо
За результатами кваліфікаційних турнірів Непал отримав одне місце на олімпійському турнірі з дзюдо. Маніта Шрестха Прадхан (легка вага, до 57 кг) пройшла кваліфікацію за континентальною квотою на основі олімпійського рейтингу. На турнірі в категорії до 57 кг серед жінок непальська спортсменка у першому раунді поступилася сербській спортсменці Мариці Перишич, та вибула з подальших змагань.

### Стрільба
Непал отримав одне місце на олімпійський турнір зі стрільби за універсальною квотою. На іграх країну представляла Сушміта Непал, яка виступила у змаганнях із стрільба із пневматичної гвинтівки на дистанції 10 метрів серед жінок. На турнірі непальська спортсменка з результатом 607,8 очка зайняла 42-ге місце.

### Плавання
Непал відправив двох плавців для участі в Олімпійських іграх у Парижі 2024 року. На змаганнях з плавання на 100 метрів вільним стилем серед чоловіків країну представляв Александер Шах, який із результатом 51,91 сек зайняв 59-те місце у кваліфікації, та вибув із подальших змагань. На змаганнях із плавання на 200 метрів вільним стилем серед жінок країну представляла Дуана Лама, яка з результатом 2:20,74 хв зайняла 30-те місце в кваліфікації, та вибула з подальших змагань.

### Настільний теніс
Непал уперше отримав одне місце на змаганнях із настільного тенісу на літніх Олімпійських іграх 2024 року. Санту Шрестха кваліфікувався на ігри після перемоги в чоловічому одиночному змаганні на Південно-Азійському кваліфікаційному турнірі 2024 року в Катманду. На іграх непальський спортсмен у першому раунді поступився Ібраїмі Діаву із Сенегалу, та вибув із подальших змагань.